# Carles Busquets
Carles Busquets Barroso (* 19. Juli 1967 in Barcelona) ist ein ehemaliger spanischer Fußballtorwart und heutiger Torwarttrainer der zweiten Mannschaft des FC Barcelona.
Er ist der Vater von Sergio Busquets, der derzeit für Inter Miami spielt.

## Karriere
Der Absolvent der Barcelona-Fußballakademie Carles Busquets bestritt sein erstes Profispiel für den FC Barcelona im Endspiel des Europapokals der Pokalsieger 1990/91, das Barcelona mit 1:2 gegen Manchester United verlor. In den darauffolgenden Jahren kam er nur für die zweite Mannschaft des FC Barcelona zum Einsatz, da Andoni Zubizarreta seinen Platz im Tor sicher hatte. Am 7. November 1993 kam er beim 2:1-Sieg gegen Racing Santander das erste Mal auch in der Primera División für den FC Barcelona zum Einsatz. Nachdem Zubizarreta Barcelona 1994 in Richtung FC Valencia verlassen hatte, stieg Busquets zur Saison 1994/95 zum ersten Torwart des FC Barcelona auf. Für zwei Jahre blieb Busquets der Stammkeeper Barças, bis nach der Saison 1995/96 Vítor Baía und später Ruud Hesp verpflichtet wurde. Dadurch wurde Busquets zum Ersatztorwart und bestritt bis zu seinem Wechsel 1998 nur noch fünf Ligaspiele. Zur Saison 1998/99 schloss sich der Katalane dem spanischen Zweitligisten UE Lleida an, für den er bis zu seinem Karriereende 2003 108 Mal auflief.
Nachdem er sieben Jahre lang Torwarttrainer bei der zweiten Mannschaft des FC Barcelona war, löste er zur Saison 2010/11 Juan Carlos Unzué als Torwartcoach der ersten Elf ab. Nach dieser Saison wurde Busquets wieder Torwarttrainer der B-Mannschaft, da Juan Carlos Unzué als Torwarttrainer zum FC Barcelona zurückkehrte.

## Erfolge
- Spanische Meisterschaft: 1991, 1992, 1993, 1994, 1998
- Copa del Rey: 1997, 1998
- Supercopa de España: 1991, 1992, 1994, 1996
- Europapokal der Pokalsieger: 1997
- Europapokal der Landesmeister: 1992
- UEFA Super Cup: 1992, 1997